# Развадовский, Виктор Иосифович
Ви́ктор Ио́сифович Развадо́вский — (род. 3 июня 1959, пгт. Дзержинск (ныне — пгт. Романов), Житомирская область) — украинский политик. Народный депутат Украины VIII созыва. Генерал-полковник милиции, доктор юридических наук, профессор, заслуженный юрист Украины.

## Образование
- Киевский национальный университет имени Тараса Шевченко (1983—1989), юрист; аспирантура там же (1989—1992) кандидатская диссертация «Административная ответственность за нарушение норм, правил и стандартов, касающихся обеспечения безопасности дорожного движения»
- Национальный Университет «Одесская юридическая академия», (1998) докторская диссертация «Государственное регулирование транспортной системы Украины (административно-правовые проблемы и пути ее решения)»
- Национальная академия внутренних дел Украины, 2004).

## Трудовая деятельность
- Ноябрь 1977 — сентябрь 1987 — служба в армии
- Сентябрь 1987 — июнь 1988 — государственный автоинспектор
- Июнь 1988 — февраль 1989 — инспектор
- Февраль — июль 1989 — старший инспектор
- Июль 1989 — июль 1991 — заместитель начальника
- Июль 1991— июль 1992 — начальник отдела дорожно-патрульной службы
- Июль 1992 — март 1995 — заместитель начальника Управления ГАИ ГУМВД Украины в Киеве
- Март — июль 1995 — заместитель начальника управления охраны общественного порядка ГУ МВД Украины в Киеве.
- Июль 1995 — декабрь 1996 — заместитель начальника Управления ГАИ ГУМВД Украины в Киеве.
- Декабрь 1996 — март 1998 — заместитель начальника,

март — май 1998 — первый заместитель начальника Главного управления налоговой милиции Государственной налоговой администрации Украины.
- Август — сентябрь 2006 — заместитель директора Департамента защиты информации,
- Сентябрь — октябрь 2006 — заместитель директора Юридического департамента Государственной налоговой администрации Украины.
- Октябрь 2006 — апрель 2007 — советник Министра МВД Украины по взаимодействию с органами государственной власти.
- Апрель 2007 — июнь 2008 — советник Председателя Государственной налоговой администрации Украины.
- Июль 2008 — сентябрь 2009 — начальник УМВД Украины в Харьковской области.
- С сентября 2009 — начальник Департамента транспортной милиции МВД Украины.

## Участник
- Участник боевых действий в Афганистане,
- Участник ликвидации последствий аварии на ЧАЭС.

## Общественно-политическая деятельность

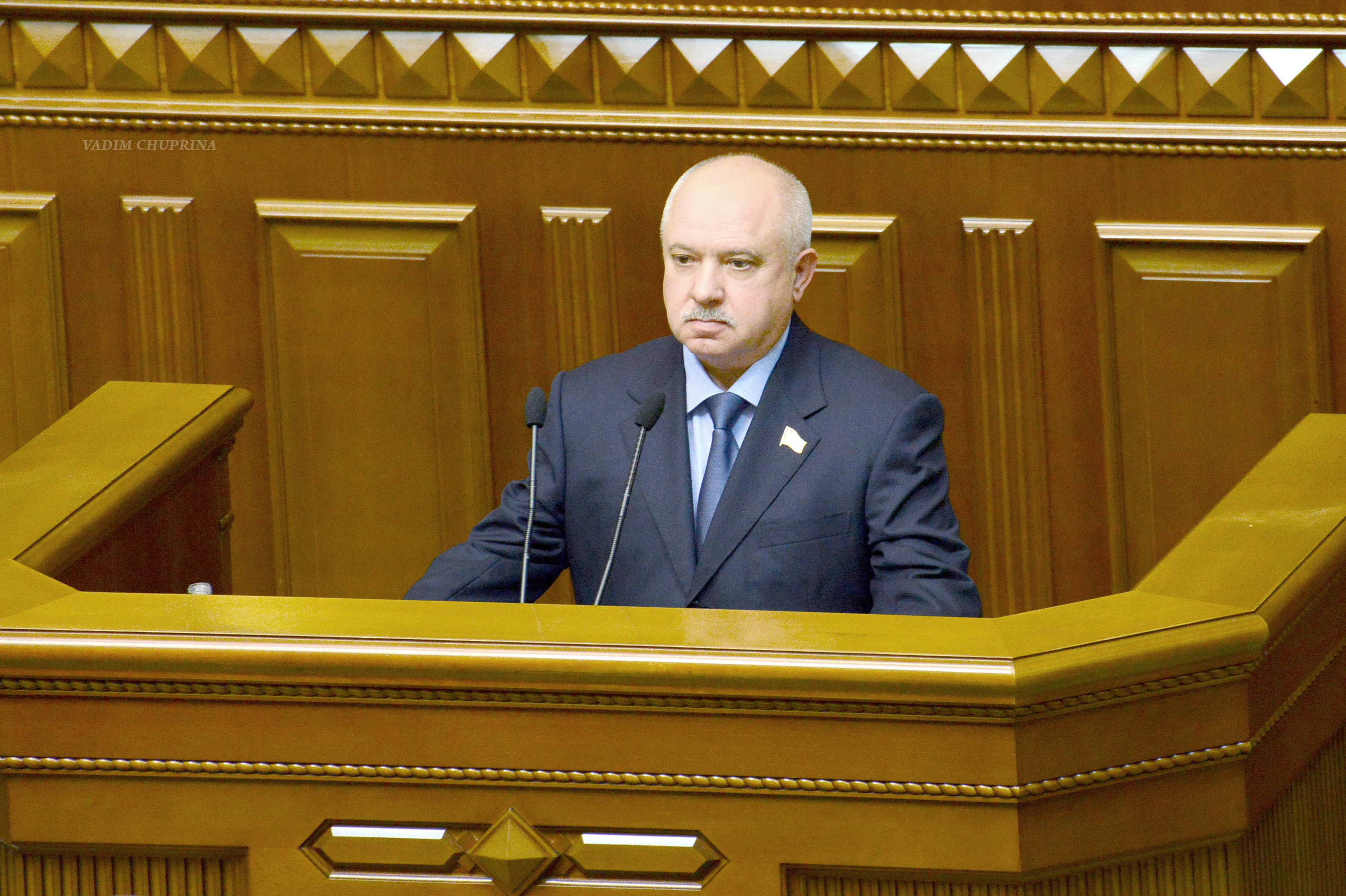
Верховная рада Украины

Народный депутат Украины III созыва с марта 1998 по апрель 2002, избирательный округ № 69, Житомирская область. На время выборов: заместитель начальника главного управления налоговой милиции Государственной налоговой администрации Украины, беспартийный. Заместитель председателя Комитета по вопросам законодательного обеспечения правоохранительной деятельности и борьбы с организованной преступностью и коррупцией (июль 1998 — февраль 2000), заместитель председателя Комитета по вопросам борьбы с организованной преступностью и коррупцией (с февраля 2000).
- Народный депутат Украины IV созыва с апреля 2002 по апрель 2006, избирательный округ № 69, Житомирская область, самовыдвижение. Председатель подкомитета по вопросам борьбы с организованной преступностью и коррупцией по контролю за тайными расходами и сотрудничества со Счетной палатой Комитета по вопросам борьбы с организованной преступностью и коррупцией (с июня 2002).
- Народный депутат Украины VII созыва с декабря 2012 г., избирательный округ № 67, Житомирская область, самовыдвижение. На время выборов: начальник Департамента транспортной милиции МВД Украины, беспартийный.
- Народный депутат Украины VIII созыва С октября 2014, депутат по избирательному округу № 67, Житомирская область, самовыдвиженец. После избрания депутатом вступил в группу «Воля народа»[2]. 25 декабря 2018 года включён в санкционный список России[3].

## Звания, награды
- Заслуженный юрист Украины (июль 1997).
- Генерал-полковник.
- 20 государственных наград, в том числе Грамота Президиума Верховного Совета СССР. Почетная грамота Кабинета Министров Украины. Почетная грамота Верховной Рады Украины. Орден «За мужество» III степени. Орден Данилы Галицкого. Орден «За заслуги» (Украина) III степени[4].
- 6 наград УПЦ МП.

## Семья
- дочь Маргарита (1981)
- внуки Артур , Виктор

## Увлечения
- футбол, плавание, горные лыжи